# Flourens, Haute-Garonne
Flourens är en kommun i departementet Haute-Garonne i regionen Occitanien i södra Frankrike. Kommunen ligger i kantonen Toulouse 8e Canton som tillhör arrondissementet Toulouse. År 2022 hade Flourens 2 073 invånare.

## Befolkningsutveckling
Antalet invånare i kommunen Flourens
Referens:INSEE